# Isturgia fumata
Isturgia fumata är en fjärilsart som beskrevs av Math. 1907. Isturgia fumata ingår i släktet Isturgia och familjen mätare. Inga underarter finns listade i Catalogue of Life.